# Nkar
Nkar est une localité du Cameroun située dans la Région du Nord-Ouest, le département du Bui et la commune de Jakiri.

## Population
En 1969, la localité comptait 4 664 habitants, principalement des Nso.
Lors du recensement national de 2005, on y a dénombré 3 850 personnes.

## Éducation
Nkar est doté d'un établissement scolaire public de premier et second cycles, anglophone (GHS Nkar).